# André Darmanthé
André Darmanthé, né le 19 novembre 1908 à Saint-Julien-en-Born (Landes) et mort le 22 mai 1984 à Dax, est un résinier, syndicaliste et homme politique français.

## Détail des fonctions et des mandats
Mandat parlementaire
- 7 novembre 1948 - 18 juin 1955 : Sénateur des Landes